# Diocesi di Kangding

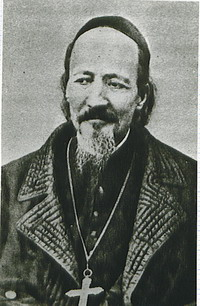
Il primo vicario apostolico di Lhasa, Jacques-Léon Thomine-Desmazures (1857-1864).

La diocesi di Kangding (in latino: Dioecesis Camtimensis) è una sede della Chiesa cattolica in Cina suffraganea dell'arcidiocesi di Chongqing. Nel 1950 contava 5.870 battezzati su 4.000.000 di abitanti. La sede è vacante.

## Territorio
La diocesi comprende la parte occidentale della provincia cinese del Sichuan e, in linea teorica, tutta la Regione Autonoma del Tibet.
Sede vescovile è la città di Kangding, nella prefettura autonoma tibetana di Garzê.

## Storia
I primi tentativi di evangelizzazione del Tibet risalgono al XVII secolo con il portoghese di Goa António de Andrade († 1634). Nel Settecento Propaganda Fide affidò la missione del Tibet ai cappuccini, che vi fondarono una prefettura apostolica. Tuttavia, l'insuccesso di queste iniziative portarono la Santa Sede ad annettere nel 1820 il territorio tibetano alla missione dell'Hindustan, contestualmente elevata al rango di vicariato apostolico con il nome di vicariato apostolico del Tibet-Hindustan (oggi arcidiocesi di Agra).
Il vicariato apostolico di Lhasa fu eretto il 27 marzo 1846 con il breve Ex debito di papa Gregorio XVI, ricavandone il territorio dal vicariato apostolico del Tibet-Hindustan. L'evangelizzazione fu affidata ai missionari della Società per le Missioni Estere di Parigi, i quali tuttavia trovarono ben presto difficoltà a penetrare in Tibet. Il primo missionario che riuscì a stabilirsi nella regione fu Charles Renou, che nel 1853 venne nominato prefetto apostolico, e che fondò, assieme ai missionari Fage e Desgodins, la missione di Bonga, nel sud-est del Tibet. Solo nel 1857 si poté dar seguito alle indicazioni di Propaganda Fide con la nomina del primo vicario apostolico, Jacques-Léon Thomine-Desmazures, vescovo titolare di Sinopoli, che pose la sua residenza a Tatsienlu, antico nome della città di Kangding.
Il 18 febbraio 1850 la regione dell'Assam, che dipendeva dal vicariato apostolico bengalese, ne fu separato ed annesso al vicariato apostolico del Tibet. Nel gennaio 1858 Propaganda Fide approvò una ripartizione del territorio, decisa dai vicari apostolici del Tibet, del Sichuan nord-occidentale e del Sichuan orientale, che determinò i confini dei tre vicariati apostolici. Quello di Lhasa comprendeva il Tibet propriamente detto, l'Assam, e parti del Sichuan e dello Yunnan, per un totale di 117 stazioni cattoliche e circa 15.000 fedeli, la maggior parte dei quali però si trovavano nelle porzioni del vicariato fuori dal Tibet, dove era attiva una sola stazione missionaria.
In un decreto di Propaganda Fide del 28 luglio 1868, che assegnava nuovi territori al vicariato apostolico, e dove tuttavia non si fa più menzione dell'Assam, compare per la prima volta la duplice dicitura di "vicariato apostolico del Tibet o di Lhasa"; successivamente prevarrà il nome di vicariato apostolico del Tibet. Nel 1883 fu assegnato al vicariato apostolico un nuovo territorio costituito da quella parte del distretto di Darjeeling situata ad oriente del fiume Tista (e comprensivo di parte del Regno del Sikkim); ulteriori correzioni territoriali furono decise nel 1898. Infine nel 1912 anche il territorio del Bhutan, appartenente fino a quel momento all'arcidiocesi di Calcutta, fu annesso al vicariato apostolico tibetano.
Nel 1901 il vicariato apostolico contava 1.736 fedeli, 18 preti europei e 1 prete autoctono, coadiuvati da una decina di catechisti e 6 religiose. Nel 1910 si contavano 2.407 cattolici, 21 preti europei e circa 600 catecumeni.
Il 3 dicembre 1924 assunse il nome di vicariato apostolico di Tatsienlu in forza del decreto Vicarii et Praefecti della Congregazione di Propaganda Fide.
Il 15 febbraio 1929 il vicariato apostolico ha ceduto una porzione del suo territorio (il Bhutan e la parte del Sikkim di sua competenza) a vantaggio dell'erezione della missione sui iuris di Sikkim (oggi diocesi di Darjeeling).
L'11 aprile 1946 il vicariato apostolico è stato elevato a diocesi con la bolla Quotidie Nos di papa Pio XII, assumendo il nome attuale.
Dall'espulsione dei missionari occidentali nel 1950/1952, non sono più noti vescovi per questa sede episcopale. La cattedrale, già gravemente danneggiata durante l'occupazione cinese, fu definitivamente distrutta durante la rivoluzione culturale.

## Cronotassi dei vescovi
Si omettono i periodi di sede vacante non superiori ai 2 anni o non storicamente accertati.
- Charles Renou, M.E.P. † (21 marzo 1853 - 1857 dimesso)

- Jacques-Léon Thomine-Desmazures, M.E.P. † (17 febbraio 1857 - 28 agosto 1864 dimesso)
- Joseph-Marie Chauveau, M.E.P. † (9 settembre 1864 - 21 dicembre 1877 deceduto)
- Félix Biet, M.E.P. † (27 agosto 1878  - 9 settembre 1901 deceduto)
- Pierre-Philippe Giraudeau, M.E.P. † (9 settembre 1901 succeduto - 9 agosto 1936 dimesso)
- Pierre-Sylvain Valentin, M.E.P. † (6 agosto 1936 succeduto - 7 gennaio 1962 deceduto)
  - Sede vacante

## Statistiche
Le ultime statistiche ufficiali riportate dall'Annuario Pontificio si riferiscono al 1950; in quell'anno la diocesi, su una popolazione di 4.000.000 di persone, contava 5.870 battezzati, corrispondenti allo 0,1% del totale.
| anno | popolazione | popolazione | popolazione | presbiteri | presbiteri | presbiteri | presbiteri                | diaconi | religiosi | religiosi | parrocchie |
| anno | battezzati  | totale      | %           | numero     | secolari   | regolari   | battezzati per presbitero | diaconi | uomini    | donne     | parrocchie |
| ---- | ----------- | ----------- | ----------- | ---------- | ---------- | ---------- | ------------------------- | ------- | --------- | --------- | ---------- |
| 1950 | 5.870       | 4.000.000   | 0,1         | 16         | 6          | 10         | 366                       |         |           | 30        | 38         |